# Гнойовики-землериї
Гнойовики-землериї (Geotrupidae) — родина твердокрилих

## Опис
Жуки середніх і великих розмірів. Їхня довжина може складати від 6 до 28 мм. Овальної форми тіло, опукле, мандибули не прикриті зверху наличником.

## Різноманіття
Геотрупіди поширені в Голарктиці та тропічних районах Азії.
Родина нараховує понад 600 видів приблизно в 30 родах у двох підродинах:
- Geotrupinae
  - Allotrypes François, 1904 (= "Allotrupes" Boucomont, 1912)
  - Anoplotrupes Jekel, 1866
  - Baraudia López-Colón, 1996
  - Ceratophyus Fischer von Waldheim,  1823
  - Ceratotrupes Jekel, 1865
  - Chelotrupes Jekel, 1866
  - Cnemotrupes Jekel, 1866
  - Cretogeotrupes Nikolajev, 1992
  - Enoplotrupes Lucas, 1869
  - Geohowdenius Zunino, 1984
  - Geotrupes Latreille, 1796
  - Halffterius Zunino, 1984
  - Haplogeotrupes Nikolaev, 1979
  - Jekelius López-Colón, 1989
  - Lethrus Scopoli, 1777
  - Megatrupes Zunino, 1984
  - Mycotrupes LeConte, 1866
  - Odontotrypes Fairmaire, 1887
  - Onthotrupes Howden, 1964
  - Phelotrupes Jekel, 1866
  - Peltotrupes Blanchard, 1888
  - Pseudotrypocopris Miksic, 1954
  - Sericotrupes Zunino, 1984
  - Silphotrupes Jekel, 1866
  - Thorectes Mulsant, 1842
  - Trypocopris Motschulsky, 1860
  - Typhaeus Leach, 1815
  - Zuninoeus López-Colón, 1989
- Taurocerastinae
  - Frickius Germain, 1897
  - Taurocerastes Philippi, 1866

## Галерея
|  |
|  |

|  |
|  |

|  |
|  |

|  |
|  |

|  |
|  |

|  |
|  |

|  |
|  |

|  |
|  |

|  |
|  |